# Binic-Étables-sur-Mer
Binic-Étables-sur-Mer è un comune francese del dipartimento delle Côtes-d'Armor nella regione della Bretagna.
È stato creato il 1º marzo 2016 dalla fusione dei preesistenti comuni di Binic e Étables-sur-Mer.